# Белок, Маргарита
Маргарита Пьяццолла Белок (12 июля 1879 года в Фраскати — 1976 года в Риме) — итальянский математик, работала в алгебраической геометрии, алгебраической топологии и фотограмметрии.

## Биография
Дочь немецкого историка Карла Юлиуса Белоха, который преподавал древнюю историю в римском университете, и американки Беллы Бейли.
Маргарита изучала математику в римском университете и написала свою дипломную работу под руководством Гвидо Кастельнуово. 
Защитила диссертацию в 1908 году с оценкой «Lauude» и «dignita' di stampa», что означает то, что её работа заслуживает публикации. 
Её диссертация «Sulle trasformazioni birazionali dello spazio» («Относительно бирациональных преобразований в пространстве») была опубликована в Annali di Matematica Pura ed Applicata. 
Гвидо Кастельнуово предложил ей должность помощника, которую Маргарита приняла и удерживала её до 1919 года. 
После этого она переехала в Павию и в следующем году в Палермо для работы с Мишелем Де Франчис, важной фигурой итальянской школы алгебраической геометрии. 
В 1924 году Белок закончила «libera docenza» (диплом, необходимый, чтобы стать профессором). 
Спустя три года она стала профессором в университете Феррары, где преподавала до выхода на пенсию в 1955 году.

## Научный вклад
Её основные научные интересы были
алгебраической геометрии, 
алгебраическая топология
и 
фотограмметрии.
После защиты диссертации она работала над классификацией алгебраических поверхностей, изучала конфигурации прямых на поверхностях. 
Следующим шагом было изучение рациональных кривых, лежащих на поверхности.
Около 1940 года Белок заинтересовывается фотограмметрией и приложениями к ней математики, в частности, алгебраической геометрии. 
Она также известна вкладом в математику оригами. В частности, она первая увидела, что с помощью оригами решаются неразрешимые задачи построений с помощью циркуля и линейки.